# Mallappana Hosahalli, Kanakapura
Mallappana Hosahalli là một làng thuộc tehsil Kanakapura, huyện Ramanagara, bang Karnataka, Ấn Độ.